# کهکشان آفتابگردان
کهکشان آفتاب‌گردان(به انگلیسی: Sunflower Galaxy) (یا مسیه ۶۳(به انگلیسی: Messier 63), M63، یا NGC 5055) یک کهکشان در صورت فلکی تازی‌ها است. این کهکشان و کهکشان گرداب در گروه مسیه ۵۱ قرار دارند.

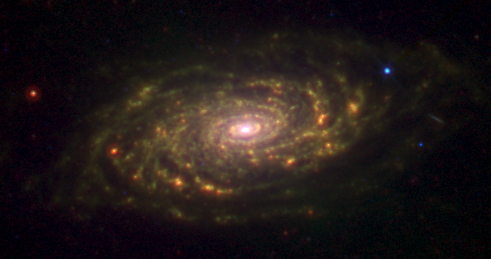
تصویر مسیه ۶۳ در نور مادون قرمز و گرفته شده توسط تلسکوپ فضایی اسپیتزر.

## نگارخانه

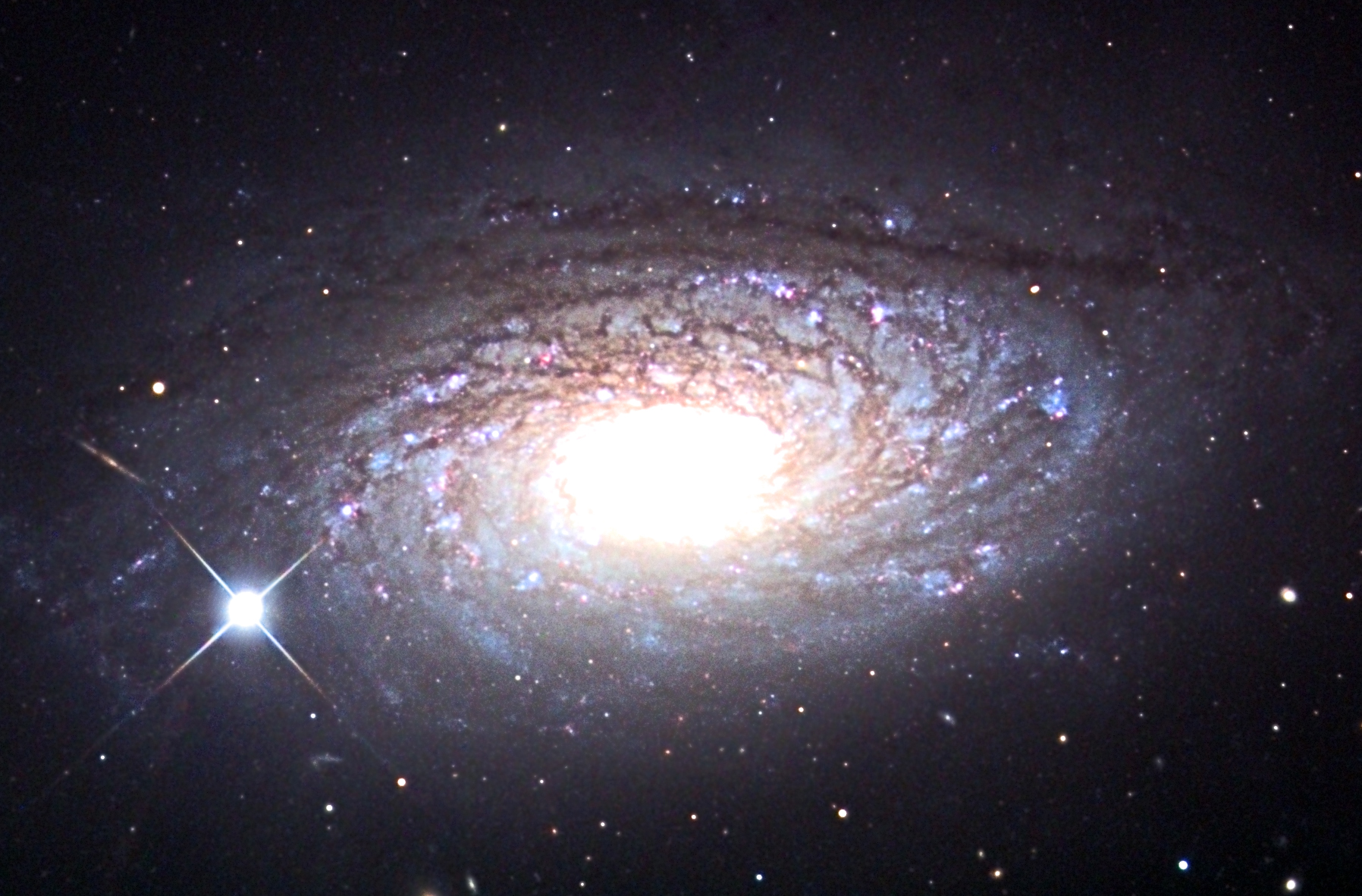